# Castleberry
Castleberry ist ein Ort im Conecuh County, Alabama, USA. Im Jahr 2020 hatte Castleberry 486 Einwohner. Der Ort hat eine Gesamtfläche von 4,5 km².

## Demographie
Nach der Volkszählung aus dem Jahr 2000 hatte Castleberry 590 Einwohner, die sich auf 257 Haushalte und 150 Familien verteilten. Die Bevölkerungsdichte betrug 132,4 Einwohner/km². 63,22 % der Bevölkerung waren weiß, 35,59 % afroamerikanischer Abstammung. In 25,7 % der Haushalte lebten Kinder unter 18 Jahren. Das Durchschnittseinkommen betrug 21.204 Dollar pro Haushalt, wobei 26,6 % der Bevölkerung unterhalb der Armutsgrenze lebten.